# RPS26
RPS26 (англ. 40S ribosomal protein S26) – білок, який кодується однойменним геном, розташованим у людей на короткому плечі 12-ї хромосоми. Довжина поліпептидного ланцюга білка становить 115 амінокислот, а молекулярна маса — 13 015.
| 10         |  | 20         |  | 30         |  | 40         |  | 50         |
| ---------- |  | ---------- |  | ---------- |  | ---------- |  | ---------- |
| MTKKRRNNGR |  | AKKGRGHVQP |  | IRCTNCARCV |  | PKDKAIKKFV |  | IRNIVEAAAV |
| RDISEASVFD |  | AYVLPKLYVK |  | LHYCVSCAIH |  | SKVVRNRSRE |  | ARKDRTPPPR |
| FRPAGAAPRP |  | PPKPM      |  |            |  |            |  |            |

A: Аланін

C: Цистеїн

D: Аспарагінова кислота

E: Глутамінова кислота

F: Фенілаланін

G: Гліцин

H: Гістидин

I: Ізолейцин

K: Лізин

L: Лейцин

M: Метіонін

N: Аспарагін

P: Пролін

Q: Глутамін

R: Аргінін

S: Серин

T: Треонін

V: Валін

Кодований геном білок за функціями належить до рибонуклеопротеїнів, рибосомних білків, фосфопротеїнів. 